# Grottes de Saint-Sébastien
Les grottes de Saint-Sébastien sont des cavités situées sur la commune de Gréoux-les-Bains dans les Préalpes de Digne, département des Alpes-de-Haute-Provence.

## Toponymie
Les grottes portent parfois le nom des « roches bleues », et également celui du saint patron local, saint Sébastien.
En 1951, R. Charles écrit les grottes de Saint-Sébastien, puis en 1980 Régis Bertrand signale les grottes du Rocher Bleu. En 1995, on relève la forme grotte de Saint-Sébastien.

## Spéléométrie
La dénivellation de la cavité est de 8 m, pour un développement de 319 m.

## Géologie
Les grottes sont situées au sud de la vieille ville dans les falaises des Roches Bleues qui dominent le Verdon. Ces Roches Bleues sont constituées d’un calcaire de l’Hauterivien supérieur et présentent un pendage assez net vers l’est. 

## Aménagements
Les grottes ont fait l'objet d'aménagements ; on y trouve une entrée consolidée et maçonnée, une citerne ou bassin étanchéifié par un enduit, ainsi que de gros tessons de poteries. Sur les parois, on observe des traces de pics dans quelques galeries qui montrent qu’elles ont été en partie déblayées de leur remplissage, probablement pour l’exploitation du salpêtre comme semble l’indiquer la présence d’une cuve étanche située à l’intérieur de la grotte.

## Spéléogenèse
Au début du XXe siècle, l'entomologiste Paul de Peyerimhoff donne une opinion sur l'intérêt faunistique des cavités : « Leur faune est celle des caves ». En effet, les grottes ne ressemblent pas autres grottes de la région, car aucune concrétion (absence d'infiltrations d'eau) n'est observable sur leurs parois qui sont altérées et recouvertes de croûtes de gypse. En 1885, H. Nicolas propose une spéléogenèse intéressante : « réseau complexe de chambres et de galeries souterraines (anciennes galeries naturelles d’écoulement des eaux thermales ».
Bien qu'aucune concrétion ne soit visible dans les grottes de Saint-Sébastien, les parois sont très altérées et les galeries sont souvent comblées par un remplissage jaunâtre assez fin. L’organisation complexe du réseau et la morphologie singulière des galeries plaident en faveur d’un creusement d’origine hypogène. Le relevé topographique montre une organisation des conduits qui prend l’aspect d’un labyrinthe en deux dimensions. L’organisation du réseau de galeries a fait l'objet de modélisation tridimensionnelle.

## Légendes
D'après certains habitants de Gréoux, il existerait un souterrain allant des grottes à l’église de Gréoux et au château des Templiers. En effet, le château de Gréoux a donné lieu à de nombreuses légendes : « la plus vivace est aujourd'hui celle des souterrains qui, depuis la citerne centrale, se glisseraient de cave en cave sous le village pour rejoindre les grottes du Rocher Bleu, voire la rive gauche du Verdon ; ils ont été parfois confondus avec les conduites d’égout ou d’évacuation d’eau ».
Il existe une « procession qui symbolise depuis la révolution le retour triomphal de San Bastian dans la cité de Gréoux. La tradition orale explique en effet qu’aux temps de la Terreur le père Antoine Blanc alla cacher le reliquaire dans l’anfractuosité du Garagaï, au quartier du Rocher, à proximité des ruines de l’oratoire dédié au saint ».